# 시애나 메리
시애나 메리(Scheana Marie, 1985년 5월 17일 ~ )는 미국의 배우, 모델이다.

## 참여 작품

### 텔레비전
- 그릭 (드라마)
- 조나스 L.A.
- 더 힐즈
- 90210
- 빅토리어스

### 영화
- Jaded
- Wedding Day
- Mouthpiece